# Nick Hornby

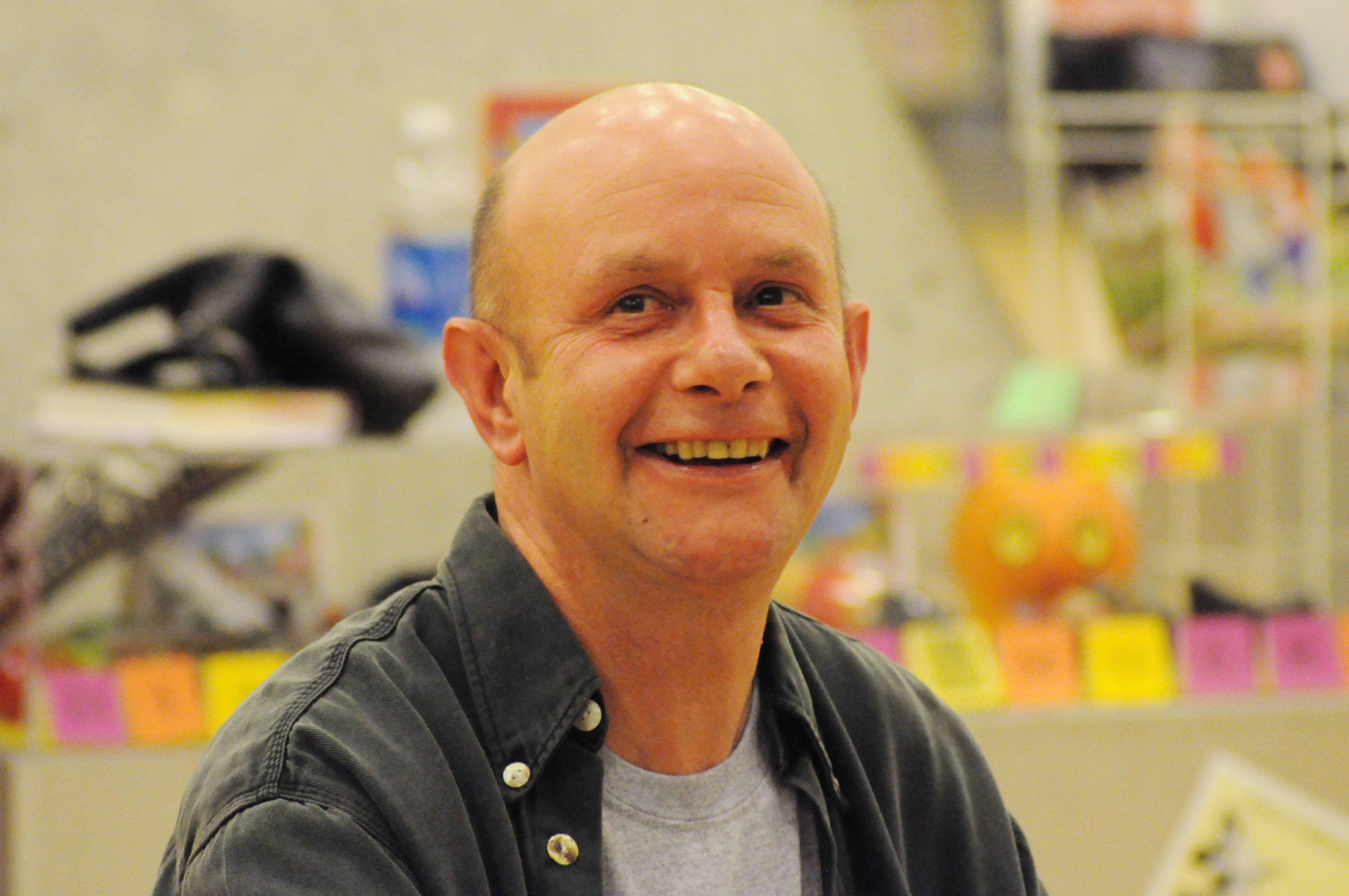
Nick Hornby

Nick Hornby (Redhill, Verenigd Koninkrijk, 17 april 1957) is een Engelse schrijver. Hij werkt en woont in Highbury, het noorden van Londen. Zijn werk gaat regelmatig over obsessief, gefrustreerd gedrag van alleenstaande mannen, over het algemeen van mannen en met name over twee van zijn eigen interesses, muziek en sport. Hij maakt geen ludieke karikatuur van deze personages, of dramatiseert hun problemen, maar probeert ze humoristisch naar voren te brengen. 

## Biografie
Hornby heeft de Maidenhead Grammar School bezocht en studeerde Engels aan het Jesus College in Cambridge. Hornby is leraar geweest, daarna freelance journalist en werd ten slotte schrijver. Hornby maakte voor het eerst naam met Fever Pitch, een boek over zijn levenslange liefde voor de voetbalclub Arsenal. Dit boek en zijn twee eerste romans, High Fidelity en About a Boy, zijn gebaseerd op zijn eigen levenservaring.
In 1999 kreeg Hornby de E.M. Forster Award van de American Academy of Arts and Letters.
How to be good uit 2001 liet een andere kant van Hornby zien; dit boek was zijn eerste dat verteld werd vanuit een vrouwelijk perspectief.
Hornby heeft ook een aantal essays geschreven over verschillende aspecten van de populaire cultuur, en is daarmee een enigszins gezaghebbende literaire stem voor liefhebbers van popmuziek. Hij schreef onder andere muziekrecensies voor The New Yorker. Ook schreef hij 31 songs, een boek over 31 van zijn favoriete pop- en rockliedjes
Hornby was ook de redacteur voor twee bloemlezingen over sport en een verzameling van korte verhalen, Speaking with the Angel.
Op 28 september 2010 is de cd Lonely Avenue verschenen, een samenwerking tussen Hornby en Ben Folds, waarvoor Folds de muziek en Hornby de teksten geschreven heeft, ook bevat het 4 korte verhalen van Hornby.

## Verfilmingen
Een aantal van Hornby's boeken zijn verfilmd. Hornby schreef het scenario voor de eerste, een Britse verfilming van Fever Pitch, met in de hoofdrol Colin Firth. Deze werd gevolgd door de verfilming van High Fidelity in 2000, met in de hoofdrol John Cusack. Na deze successen werd in 2002 About a Boy verfilmd, de hoofdrol werd gespeeld door Hugh Grant. Een veramerikaniseerde versie van Fever Pitch werd uitgebracht in 2005. Een verfilmde versie van A long way down werd in 2014 uitgebracht. In 2018 werd de film Juliet, Naked uitgebracht, gebaseerd op het gelijknamig boek.

### Romans
- High Fidelity (nl: High Fidelity) (1995) (in 2000 verfilmd)
- About a Boy (nl: Een jongen) (1998) (in 2002 verfilmd)
- How to Be Good (nl: Hoe ben je een goed mens?) (2001)
- A Long Way Down (nl: De lange weg naar beneden) (2005) (in 2014 verfilmd)
- Slam (nl: Smak) (2007)
- Juliet, Naked (nl: Juliet, naakt) (2009) (in 2018 verfilmd)
- Funny Girl (2014)
- Just Like You (nl: Op het eerste gezicht) (2020)

### Bloemlezingen
- My Favourite Year (1993)
- The Picador Book of Sportswriting (1996)
- Speaking with the Angel (2000)

### Non-fictie
- Fever Pitch (Voetbalkoorts) (1992) (in 1997 en 2005 verfilmd)
- 31 songs (2003)